# 巴索爾特 (愛達荷州)
巴索爾特（英語：Basalt）是一個位於美國愛達荷州賓厄姆縣的城市。

## 地理
巴索爾特的座標為43°18′51″N 112°09′49″W / 43.31417°N 112.16361°W，而該地的平均海拔高度為1399米（即4590英尺）。

## 人口
根據2010年美國人口普查的數據，巴索爾特的面積為0.76平方千米，均為陸地。當地共有人口394人，而人口密度為每平方千米518.42人。